# Onshape
Onshape ist eine CAD-Software zur 3D-Modellierung, die als Software as a Service (SaaS) genutzt wird. Sie basiert auf Cloud-Servern, wohin aufwendige Berechnungen und das Rendern ausgelagert werden und läuft im Browser oder in einer App bei iOS oder Android.
Es gibt Möglichkeiten für die Online-Zusammenarbeit und die Modelle werden statt in Dateien in Datenbanken gespeichert.

## Vertriebsmodell
Die Software wird gemietet (Subskription) und ist als Betrachter kostenlos, ebenso für Bastler, wobei dann alle Modelle öffentlich sind. Der Standard-Version für 1.500 USD pro Jahr und Benutzer fehlen einige Modellierungsfunktionen, der Professional-Version für 2.100 USD fehlen Funktionen für Workflow und Benutzerverwaltung, die Enterprise-Lösung startet bei 20.000 USD pro Team und Jahr.

## Geschichte
Jon Hirschtick, der 1995 SolidWorks – die erste weitverbreitete 3D-CAD-Software – am Markt einführte, verkaufte die Firma 1997 an Dassault Systèmes. Er blieb zwar bis 2011 weiter bei SolidWorks, fing aber ein Jahr später mit der Entwicklung von Onshape an. Zusammen mit John McEleney (CEO SolidWorks) und Dave Corcoran (vorher Führungskraft bei SolidWorks und davor bei Computervision), führte er ein Team von sechs mitgründenden Ingenieuren, die vorher teilweise auch bei SolidWorks gearbeitet hatten. Das Ziel war, eine CAD-Software zu entwerfen. Die erste Finanzierung über 9 Millionen US-Dollar erfolgte durch North Bridge Venture Partners und Commonwealth Capital.
Im März 2015 wurde die erste Beta für den Browser veröffentlicht, im August die erste Version für Android, und im Dezember die erste stabile (kommerzielle) Version. Dabei wurde auch der Onshape App Store veröffentlicht, in dem Zusatzmodule wie Finite-Elemente von Drittfirmen erhältlich sind. Im Mai 2016 wurde FeatureScript veröffentlicht, eine Programmiersprache, um CAD-Modelle parametrisch zu erstellen und zu ändern. Die Lizenz dafür ist MIT. Im Jahr 2018 wurde die Software um viele wichtige Funktionen wie Versionsmanagement, BOM, rollenbasierte Nutzeraccounts u. v. m. komplettiert.
Im November 2019 kaufte PTC mit seinem Chef Jim Heppelmann an der Spitze Onshape für 470 Millionen US-Dollar, bis dahin wurden 169 Mio. Risikokapital eingesammelt und eine Mitarbeiterzahl von 100 erreicht.